# Раменське (станція)
55°33′55″ пн. ш. 38°13′34″ сх. д. / 55.5651537° пн. ш. 38.2262173° сх. д.
Раменське — залізнична станція Рязанського напрямку Московсько-Курського регіону Московської залізниці, у складі лінії МЦД-3, в місті Раменське. Станція була відкрита при спорудженні залізниці в 1862 році, названа по селу Троїцьке-Раменське. Чотириколійна лінія від Люберець тут переходить у двоколійну.
Була кінцевою станцією, електрифікованою в 1933-35 роках лінії Москва — Люберці — Биково — Раменське.
Нині станція Раменське є кінцевою зупинкою для швидкісних поїздів («супутників»), що курсують маршрутом Москва — Вихіно — Люберці І — Жуковський — Раменське.
Має чотири платформи. Електропоїзди на Москву відправляються з платформ №2 та №3, від Москви — №1 та №2. При цьому платформа № 1 при русі від Москви і платформа № 2 при русі на Москву використовуються лише для зупинки електричок-експресів, що прямують дистанцією Люберці 1 — 47 км з малою кількістю зупинок. Платформа №4 призначена виключно для електропоїздів підвищеної комфортності «Супутник». Платформи, обладнані терміналами АСКОП, сполучені між собою пішохідним мостом.